# Liste von Werken von Tizian
Dieser Artikel listet eine Auswahl von Werken von Tizian  auf.

## Werke nach Jahr (Auswahl)
| Bild | Titel                                         | Jahr                  | Abmessung        | Sammlung                                                | Anmerkung                                                     |
| ---- | --------------------------------------------- | --------------------- | ---------------- | ------------------------------------------------------- | ------------------------------------------------------------- |
|      | Junge Frau bei der Toilette                   | 1514–1515             | 99 × 76 cm       | Louvre, Paris                                           | ähnliche Version in Prag                                      |
|      | Der Bravo                                     | 1515/20               | 77 × 66,5 cm     | Kunsthistorisches Museum, Wien                          |                                                               |
|      | Der Zinsgroschen                              | 1516 (circa)          | 75 × 56 cm       | Gemäldegalerie Alte Meister, Dresden                    |                                                               |
|      | Mariä Himmelfahrt                             | 1516–1518             | 690 × 360 cm     | Santa Maria Gloriosa dei Frari, Venedig                 |                                                               |
|      | Flora                                         | 1517 (circa)          | 79,7 × 63,5 cm   | Galerie der Uffizien, Florenz                           |                                                               |
|      | Mann mit dem Handschuh                        | 1520 bis 1523 (circa) | 100 × 89 cm      | Louvre, Paris                                           |                                                               |
|      | Fest der Götter                               | 1529                  | 170,2 × 188 cm   | National Gallery of Art                                 | von Giovanni Bellini 1514 begonnen, von Tizian 1529 vollendet |
|      | Isabella in Schwarz                           | 1530er                | 102 × 64 cm      | Kunsthistorisches Museum, Wien                          |                                                               |
|      | Porträt des Alfonso d’Avalos mit einem Pagen  | 1533                  | 110 × 80 cm      | Getty Museum, Los Angeles                               |                                                               |
|      | La Bella                                      | 1536                  | 100 × 75 cm      | Palazzo Pitti, Florenz                                  |                                                               |
|      | Venus von Urbino                              | 1538                  | 119 × 165 cm     | Galerie der Uffizien, Florenz                           |                                                               |
|      | Danaë                                         | 1546                  | 120 × 172 cm     | Museo di Capodimonte, Neapel                            | Serie von Gemälden                                            |
|      | Kaiser Karl V. nach der Schlacht bei Mühlberg | 1548                  | 332 × 279 cm     | Museo del Prado, Madrid                                 |                                                               |
|      | Bildnis eines Feldherrn                       | 1550 (circa)          | 229 × 155,5 cm   | Gemäldegalerie Alter Meister, Kassel                    |                                                               |
|      | Mädchen mit Fruchtschale                      | 1555 (circa)          | 106,2 × 84,8 cm  | Gemäldegalerie, Berlin                                  |                                                               |
|      | Diana und Actaeon                             | 1556–1559             | 184,5 × 202,2 cm | National Gallery, London; Scottish National Gallery     |                                                               |
|      | Bildnis des Filippo Archinto                  | 1558                  | 114,8 × 88,7 cm  | Philadelphia Museum of Art, Philadelphia                |                                                               |
|      | Bildnis Jacopo de Strada                      | 1567/68               | 126 × 95,5 cm    | Kunsthistorisches Museum, Wien                          |                                                               |
|      | Papst Paul III. und seine Enkel               | 1568 (circa)          | 210 × 176 cm     | Museo di Capodimonte, Neapel                            |                                                               |
|      | Tarquinius und Lucretia                       | 1568 bis 1571         | 189 × 145 cm     | Fitzwilliam Museum der Universität Cambridge, Cambridge |                                                               |
|      | Venus, Mars und Amor                          | 1571 oder später      | 97 × 109 cm      | Kunsthistorisches Museum, Wien                          |                                                               |